# Roue (supplice)
Pour les articles homonymes, voir Roue (homonymie).

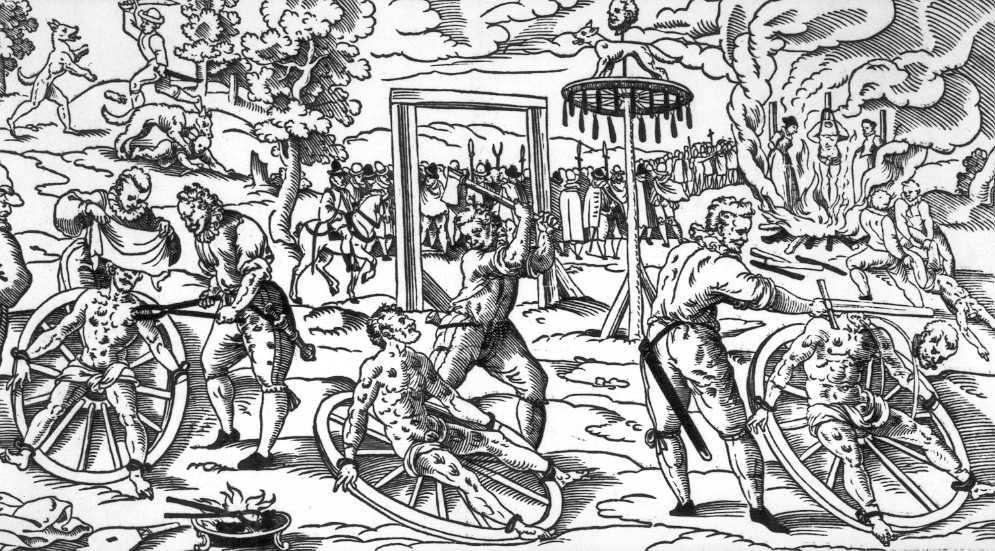
Roues utilisées pour divers supplices (1589)

La roue est un moyen de supplice utilisé depuis l'Antiquité jusqu'à la fin du XVIIIe siècle. Au cours de l'histoire, ce supplice a revêtu différentes formes.
Dans l'Antiquité, on attachait les condamnés aux rayons d'une roue pour les torturer ou les faire tourner parfois jusqu'à la mort.
Les hagiographies légendaires des martyrs chrétiens des premiers siècles font état de roues de fer garnies de pointes destinées à déchirer les chairs, dont l'histoire ne semble cependant pas avoir gardé de traces.
Au milieu du Moyen Âge, apparaît un nouveau mode d'exécution au cours duquel le condamné à mort, après avoir eu les membres et la poitrine brisés en étant écartelé sur le sol ou sur une croix en bois, reste exposé sur une roue jusqu'à ce que mort s'ensuive. Selon la résistance du patient, l'agonie sur la roue pouvait durer de quelques instants à plusieurs jours. Les juges atténuaient parfois la sentence par un retentum, enjoignant au bourreau d'étrangler le patient à un moment donné.
Pour des raisons de décence, la peine de la roue n'était pas appliquée aux femmes : celles-ci étaient condamnées au bûcher, à la pendaison ou à la décapitation, en fonction de leur crime ou de leur qualité.

## Antiquité

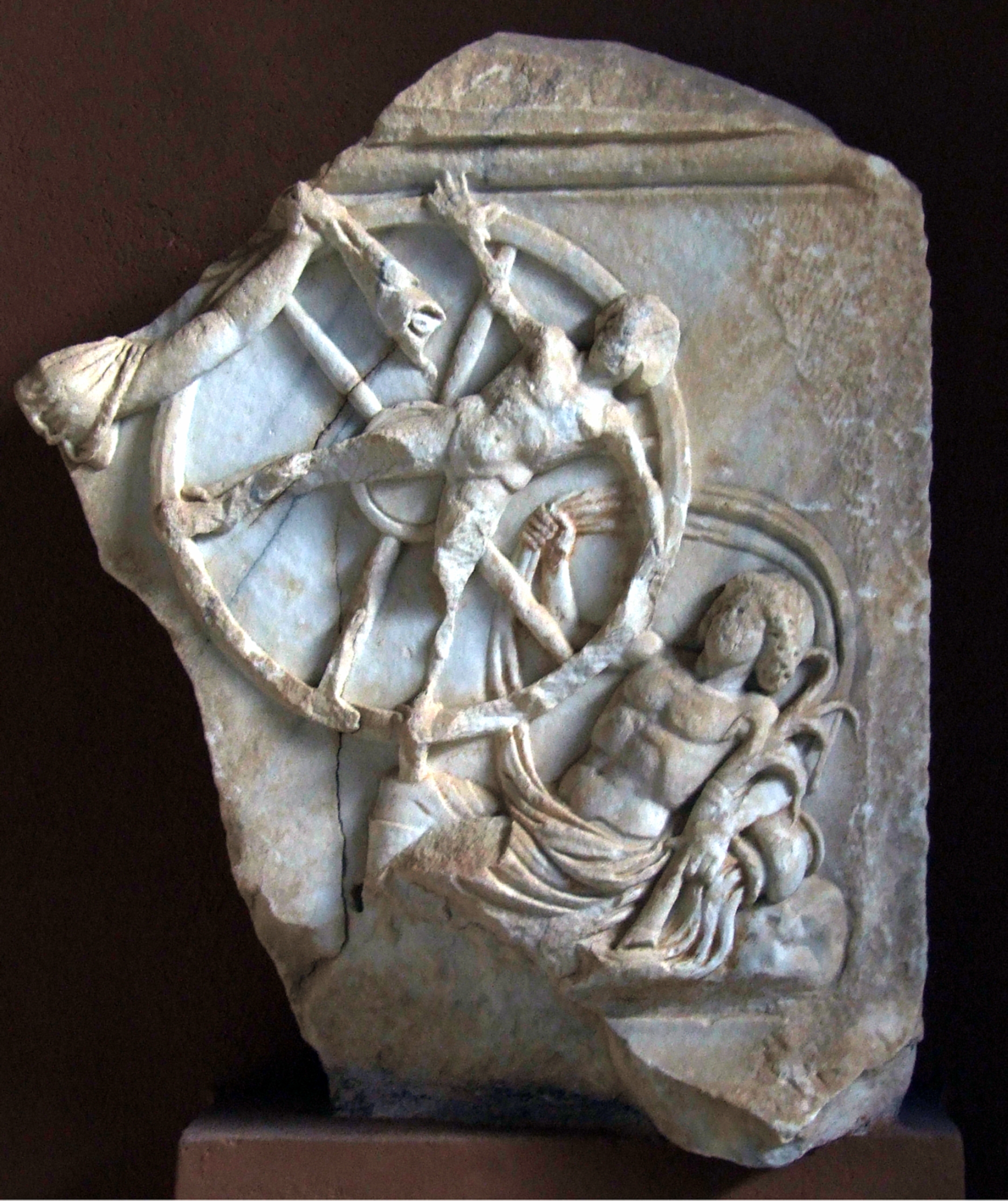
Bas relief antique représentant un homme lié sur une roue

La roue, utilisée comme instrument de torture dans la Grèce antique, figure dans la comédie d'Aristophane Ploutos, écrite en 388 av. J.-C. : « Tu vas dans l'instant comparaître dans le forum : c'est là que, vivement fustigé sur la roue, tu seras contraint d'avouer tes crimes. ». Aristophane parle également de la roue dans la comédie La Paix : au vers 453, Trygée dit « ...qu'il soit étendu sur la roue et lacéré de coups de fouet. » ce qui laisse à penser que la roue n'était pas utilisée chez les Athéniens pour rompre les membres des condamnés, mais pour les fouetter.
Avoir les membres brisés sur une roue est évoqué dans le Quatrième livre des Maccabées, un pseudépigraphe rédigé vers le milieu du Ier siècle : « Ils l'étendirent après sur la roue, ou toutes les parties de son corps ayant été brisées, il adressa la parole à Antiochus... ». Le récit est légendaire, mais il démontre que ce mode d'exécution était connu et pratiqué à cette époque.
Selon Guy du Rousseaud de la Combe la pratique consistant à briser les membres d'un condamné pour provoquer sa mort remonterait au temps de l'empereur romain Commode (180 à 192) :
« Le supplice de la roue est fort ancien ; il en est fait mention dans Saint Jérôme. Il est rapporté qu'Appolinaris, sénateur de Rome, ayant été accusé d'être chrétien du temps de l'empereur Commode, son accusateur qui était esclave, fut condamné par le jugement de Perennis, préfet du Prétoire, à avoir les os brisés. »

## Persécutions de chrétiens

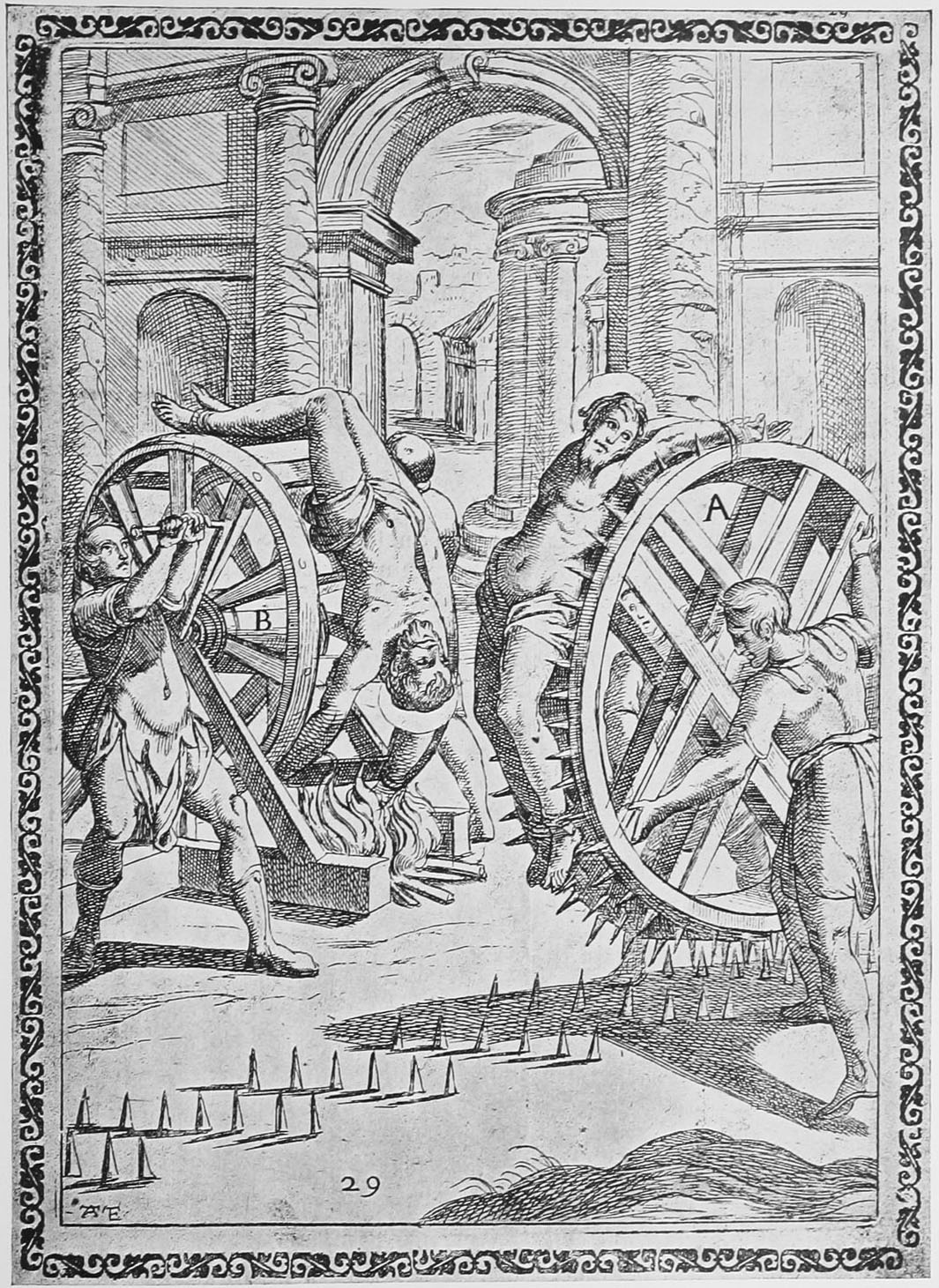
Martyrs chrétiens roués selon Antonio Gallonio

Les récits hagiographiques relatant les persécutions des chrétiens au cours des premiers siècles du christianisme font état de roues sophistiquées utilisées pour le martyre de plusieurs saints. Ces récits sont regroupés dans La Légende dorée, ouvrage considéré par les spécialistes comme un recueil de mythes constitutifs d'une mythologie chrétienne destinée à exalter la foi. L’invraisemblance des détails fournis exclut tout lien avec une réalité historique.

### Sainte Catherine
Dans La Légende dorée, Jacques de Voragine fait le récit du supplice qu'aurait subi Catherine d'Alexandrie pour avoir repoussé les avances de l'empereur romain Maxence au début du IVe siècle :
« Alors un officier de l'empereur lui conseilla de faire faire quatre roues garnies de lames de fer et de clous très aigus, afin de la mettre en pièces, qu'un supplice aussi cruel effrayât les autres chrétiens. Et l'on disposa les roues de façon que deux tournaient dans un sens et deux dans un autre, afin que les unes déchirassent ce que les autres auraient épargné. »
Le récit de Voragine contient de telles invraisemblances (« Et un ange brisa cette machine, et la fit éclater avec tant de force, que ses débris tuèrent quatre mille gentils. ») qu'on peut douter qu'une telle machine ait été un jour fabriquée et utilisée. L'existence historique de Catherine d'Alexandrie elle-même est très contestée, au point que, malgré sa popularité, l'Église catholique l'a officiellement retirée de son calendrier liturgique en 1969 au motif que « ...le peuple chrétien ne peut être invité à une prière officielle que dans la vérité. »

Sainte Catherine et sa roue
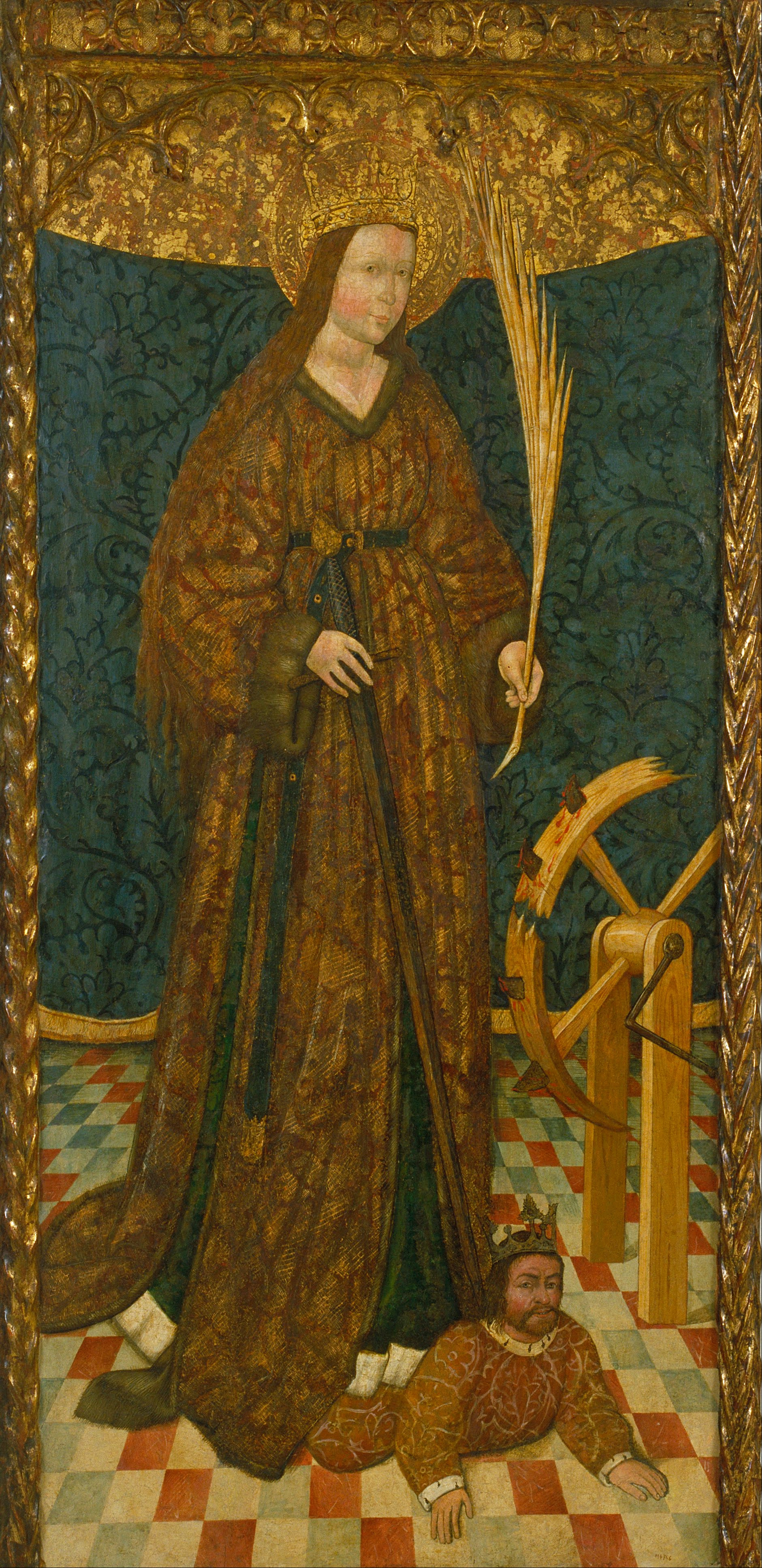
Anonyme 3e quart du XVe siècle
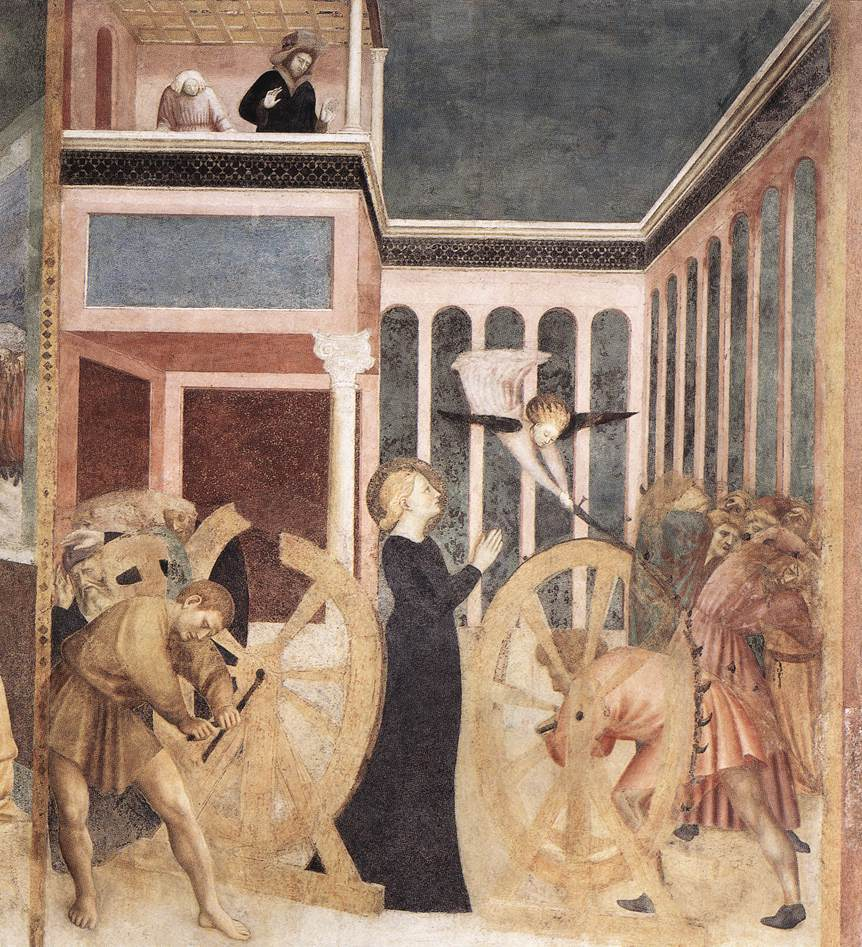
Masolino da Panicale (vers 1529)
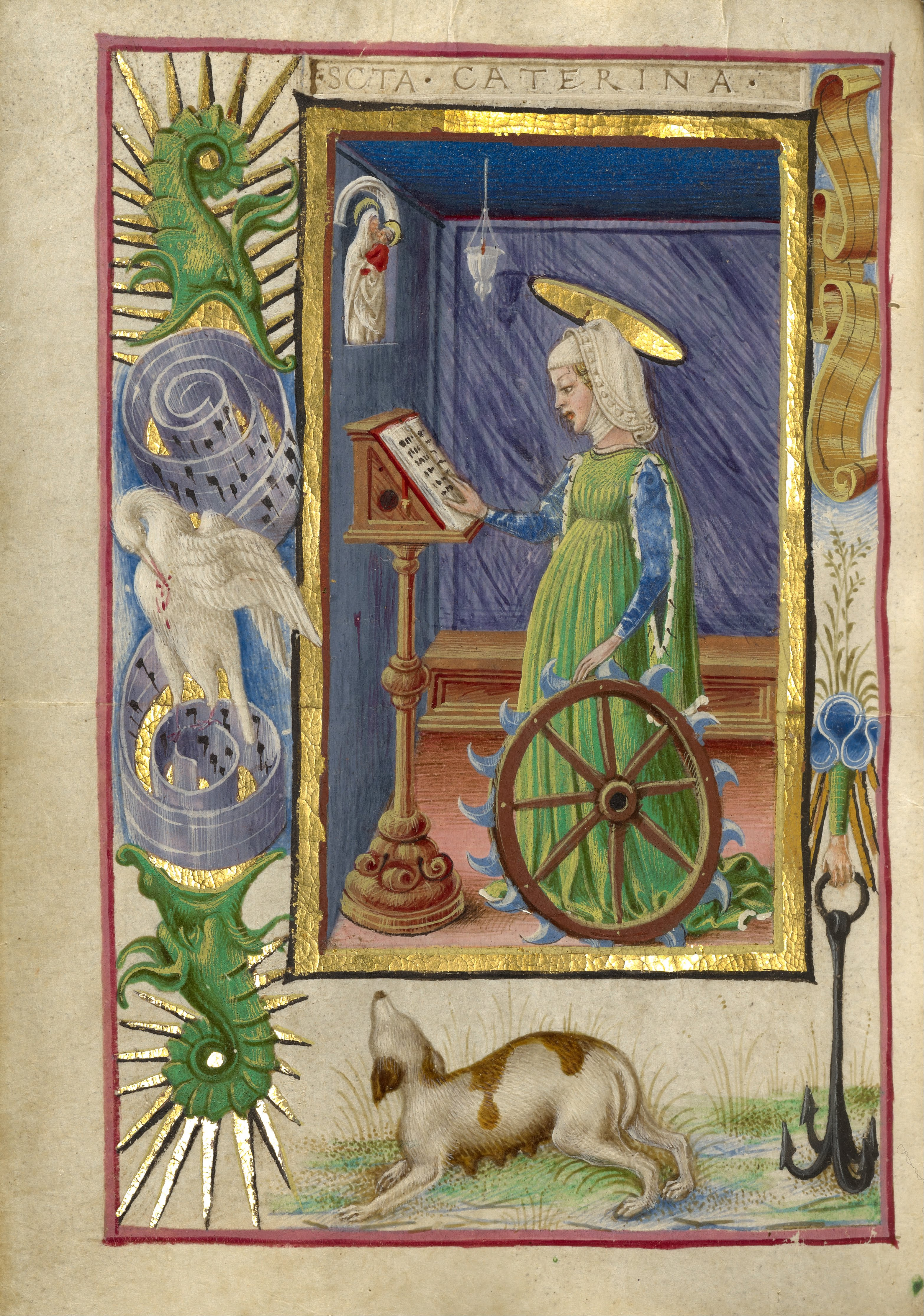
Taddeo Crivelli (1479)
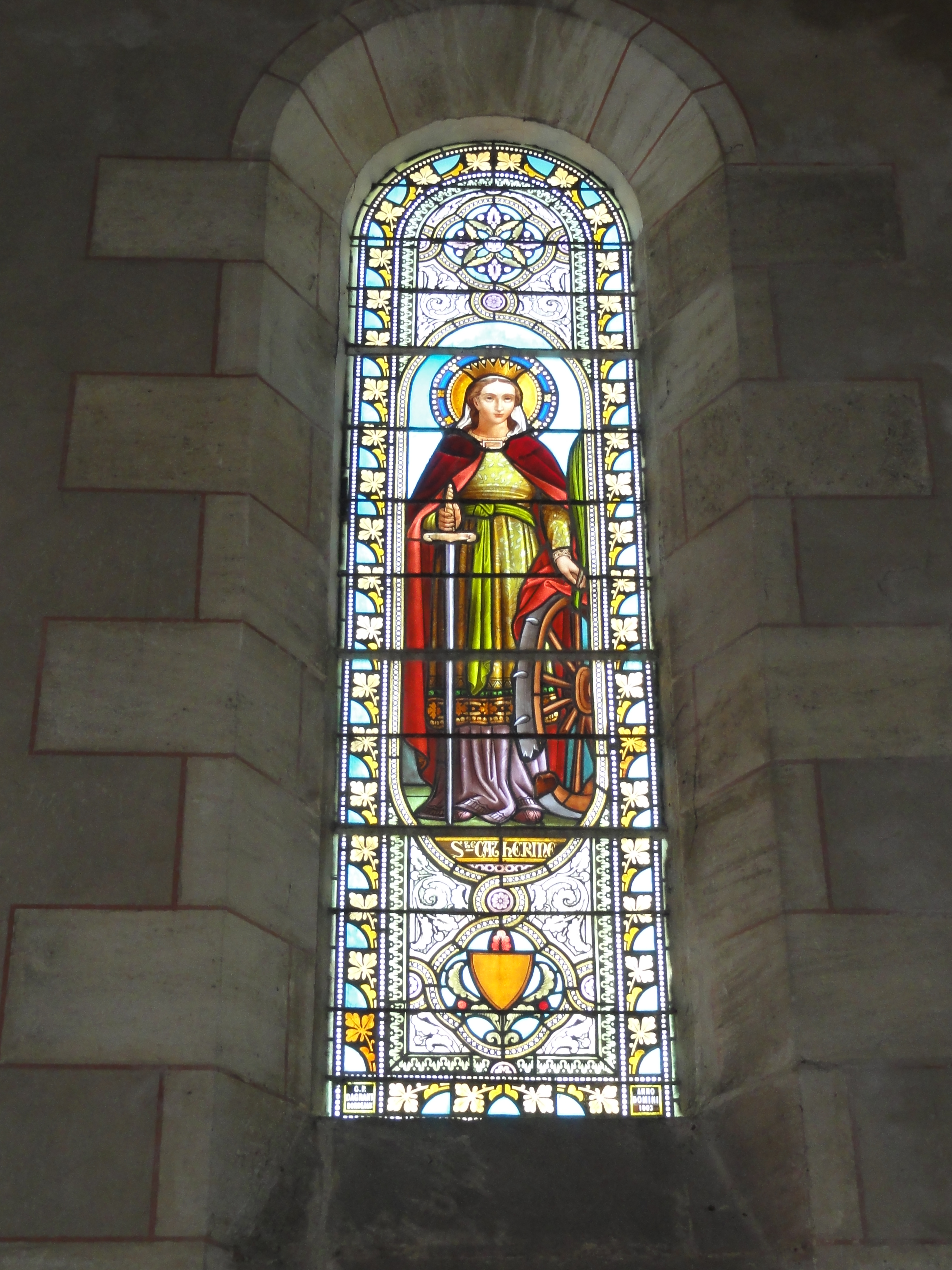
Vitrail de l'église Saint-Seurin Vendays-Montalivet

### Saint Georges
Un autre saint martyrisé à la même période est Georges de Lydda. Après s'être rétabli miraculeusement et sans dommages de plusieurs supplices tels que la crucifixion, la brûlure par des torches ardentes, l’éviscération et l'empoisonnement, il survécut également à la déchirure par une roue analogue à celle de sainte Catherine : « Aussitôt, le juge [...] commanda que Georges fût attaché à une roue garnie de lames tranchantes des deux côtés ; mais la roue se brisa, et il en sortit sain et sauf ». Il fut alors précipité dans une chaudière remplie de plomb fondu « où il se trouva comme dans un bain », avant d'être finalement décapité.
Tirés de plusieurs légendes anciennes, les actes de la vie de saint Georges sont sévèrement jugés par le savant bollandiste Hippolyte Delehaye : « La légende de Georges [...] surpasse en extravagance tout ce que les hagiographes ont imaginé de plus hardi et qui a sa place marquée à côté des fantastiques récits des Mille et Une Nuits ».

Saint Georges et sa roue
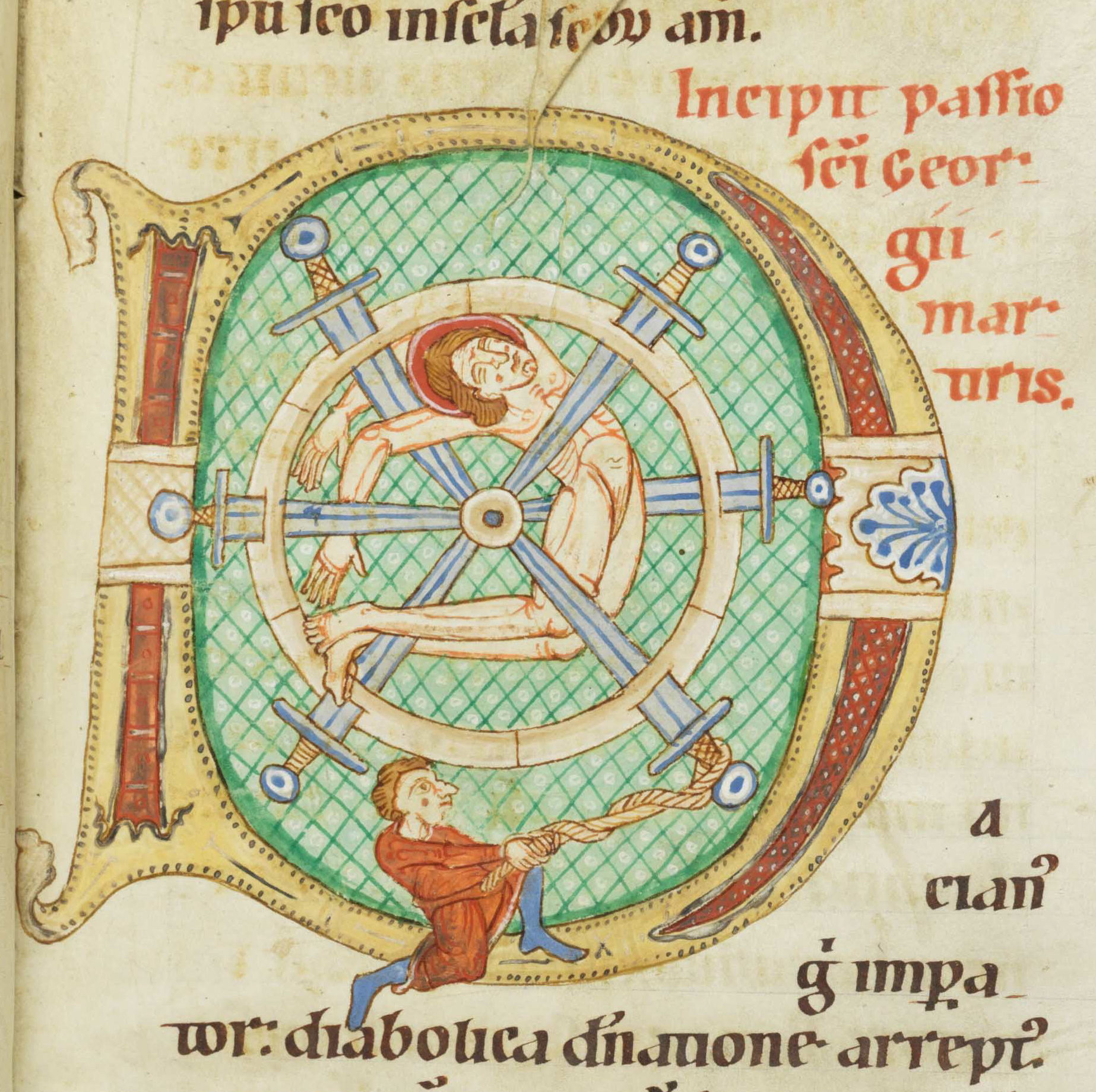
Passionnaire de Weissenau (vers 1200)
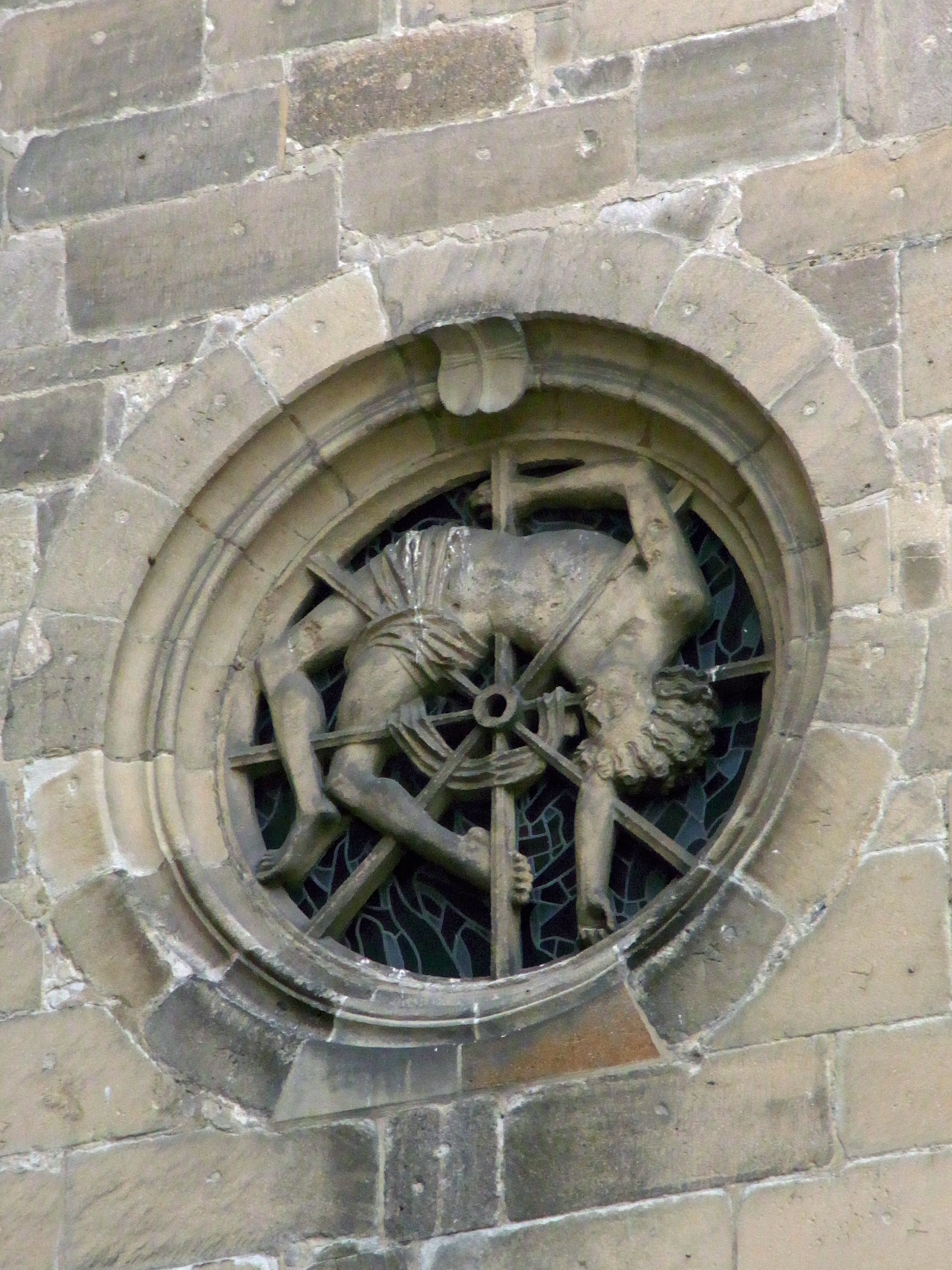
Collégiale Saint Georges Tübingen
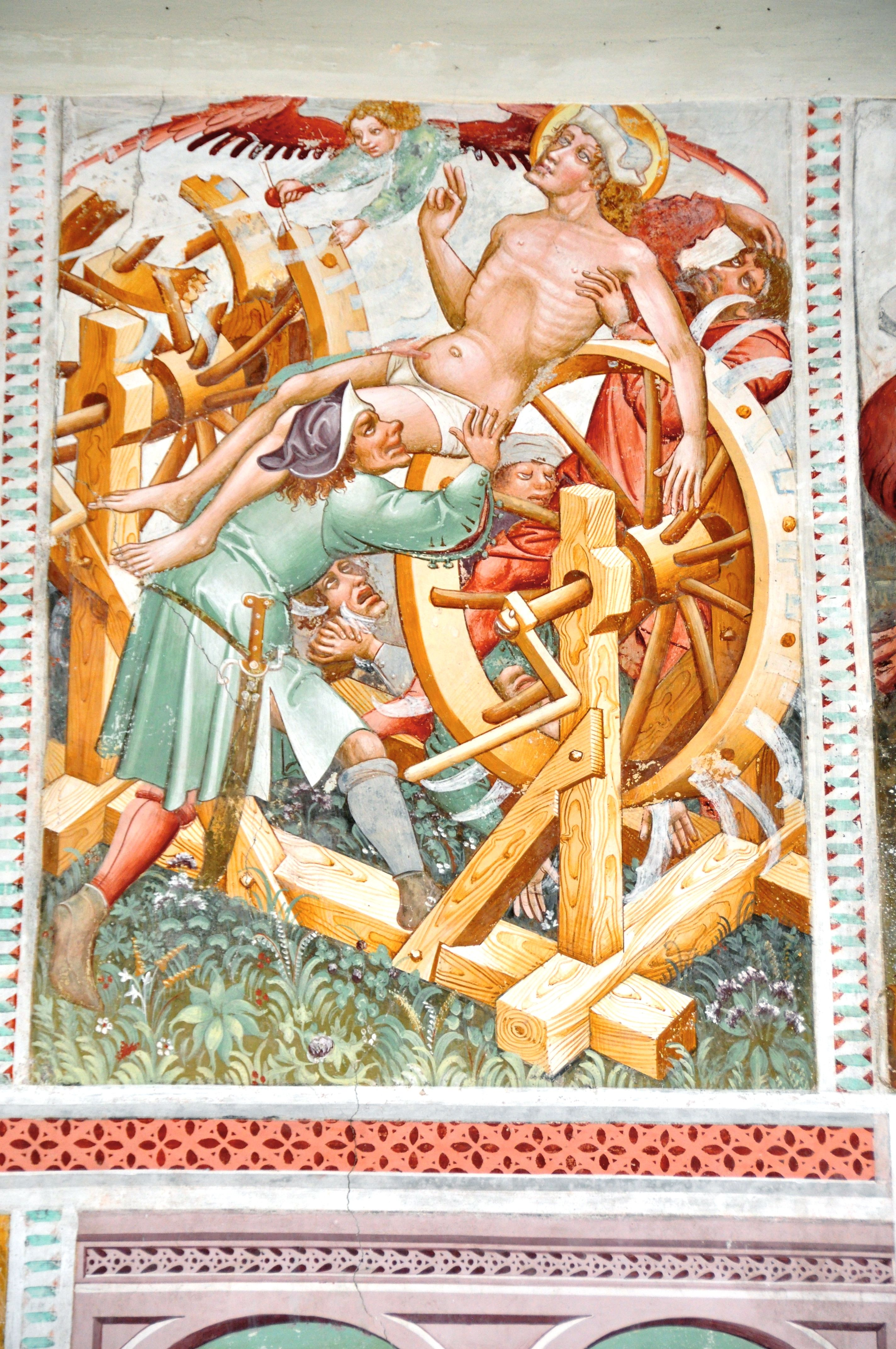
Église Saint Georges Steinfeld
Blason de la ville de Molsheim

## Période d'usage en France

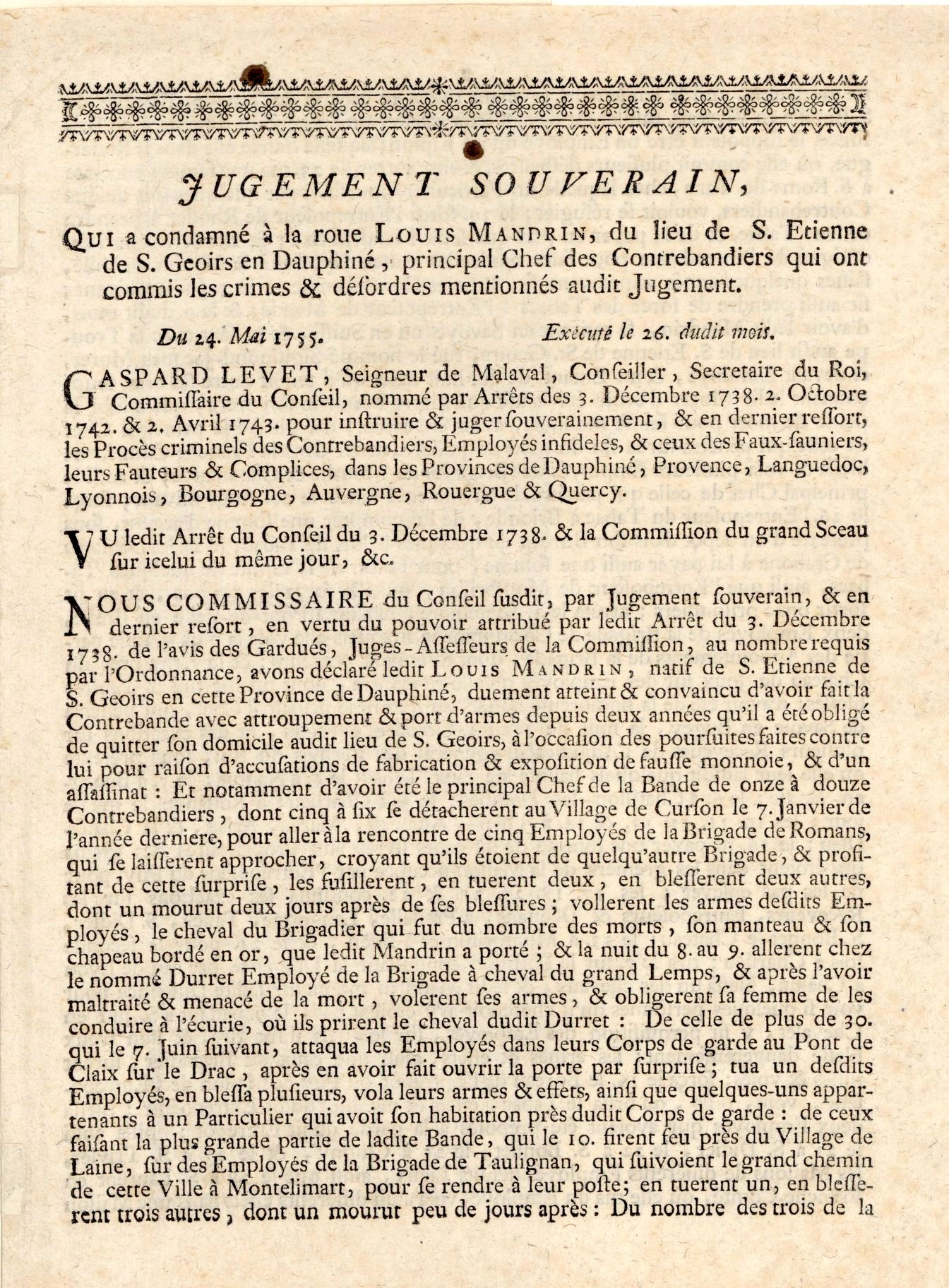
Jugement condamnant Louis Mandrin au supplice de la roue. (1755)

En France, il semble que ce supplice fut employé pour la première fois par Louis VI le Gros en 1127 pour l'exécution des responsables de l'assassinat du comte de Flandre, mais c'est un édit de François Ier signé à Paris en janvier 1534, portant sur la répression des bandits de grand-chemins et le supplice de la roue, qui en légitima l'emploi. L'édit dispose :

« Que tous ceux et celles qui dorénavant seront trouvez coulpables des dits délicts et maléfices et qui auront été deuëment attaints et convaincus par justice seront punis en la manière qui s'ensuit : ç'est à savoir, les deux bras leur seront brisez et rompus en deux endroits, tant haut que bas, avec les reins, jambes et cuisses et mis sur une rouë haute plantée et élevée, le visage contre le ciel, où ils demeurerons vivants pour y faire pénitence tant et si longuement qu'il plaira à notre Seigneur de les y laisser, et morts jusqu'à ce qu'il soit ordonné par justice afin de donner crainte, terreur et exemple à tous autres [...] »

Le supplice fut ensuite étendu aux assassins en 1547.
En France métropolitaine, c'est le soldat genevois André Sauret, du régiment de Châteauvieux, qui pourrait avoir été, le 4 septembre 1790, le dernier supplicié français, pour sa participation à la sédition de l'affaire de Nancy. Toutefois, dans un article paru le 1er janvier 1791, Louis Marie Prudhomme indique : « L’assassin de Madame Madoré vient d'être condamné à la roue ; il a subi son supplice. » et s'offusque des retards de l'assemblée à faire cesser ce procédé. Dans la colonie de Saint-Domingue (Haïti), Vincent Ogé et Jean-Baptiste Chavannes furent roués vifs dans la ville du Cap, le 27 février 1791, pour avoir soulevé les gens de couleur. Par la suite, deux échafauds furent dressés en permanence au Cap pour rouer les rebelles dès qu'ils étaient capturés.
Le 6 octobre 1791, l'Assemblée nationale votera le code pénal qui dispose, dans ses articles 2 et 3 de son titre premier, que « La peine de mort consistera dans la simple privation de la vie, sans qu’il puisse jamais être exercé aucune torture envers les condamnés. » et que « Tout condamné à mort aura la tête tranchée. », abolissant ainsi définitivement l'usage de la roue.
Il resta toutefois quelques nostalgiques : à la suite de l'attentat de la rue Saint-Nicaise du 24 décembre 1801 visant Bonaparte alors premier consul, Antoine-Alexis Cadet de Vaux proposa, par une lettre insérée dans les journaux, rien de moins que le rétablissement des supplices de la roue et de l'écartèlement.

## Mode opératoire
En France
L'avocat français Pierre-François Muyart de Vouglans en fait la description suivante en 1780 :
« On dresse un échafaud sur le milieu duquel est attaché à plat une croix de Saint-André faite avec deux solives en forme oblique assemblées au milieu où elles se croisent, sur lesquelles il y a des entailles qui répondent au milieu des cuisses, des jambes, du haut et du bas des bras. Le criminel nu, en chemise, étendu sur cette croix, le visage tourné vers le ciel, l'exécuteur ayant relevé sa chemise aux bras et aux cuisses, l'attache à la croix à toutes les jointures et lui met la tête sur une pierre. En cet état armé d'une barre de fer carrée, large d'un pouce et demi arrondie avec un bouton à la poignée, il en donne un coup violent entre chaque ligature, vis-à-vis de chaque hoche et finit par deux ou trois coups sur l'estomac [...] Après l'exécution faite, le corps du criminel est porté sur une petite roue de carrosse dont on a scié le moyeu en dehors et qui est placée horizontalement sur un pivot. L'exécuteur, après lui avoir plié les cuisses en dessous, de façon que ses talons touchent au-dessous de sa tête, l'attache à cette roue en le liant de toutes parts aux jantes et le laisse ainsi exposé au public plus ou moins de temps. ».
Louis-Sébastien Mercier le décrit ainsi :
« Le bourreau frappe avec une large barre de fer, écrase le malheureux sous 11 coups, le replie sur une roue, non la face tournée vers le ciel , comme le dit l'arrêt, mais horriblement pendante; les os brisés traversent les chairs. Les cheveux hérissés par la douleur, distillent une sueur sanglante. Le patient, dans ce long supplice, demande tour à tour de l'eau et la mort ».

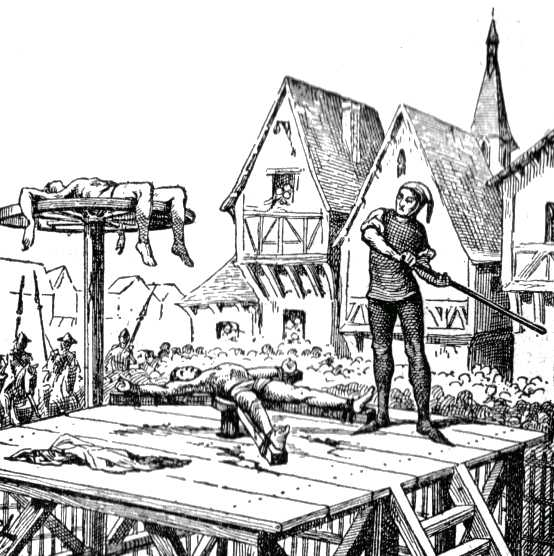
Les deux phases du supplice : bris des membres suivi de l'agonie sur la roue
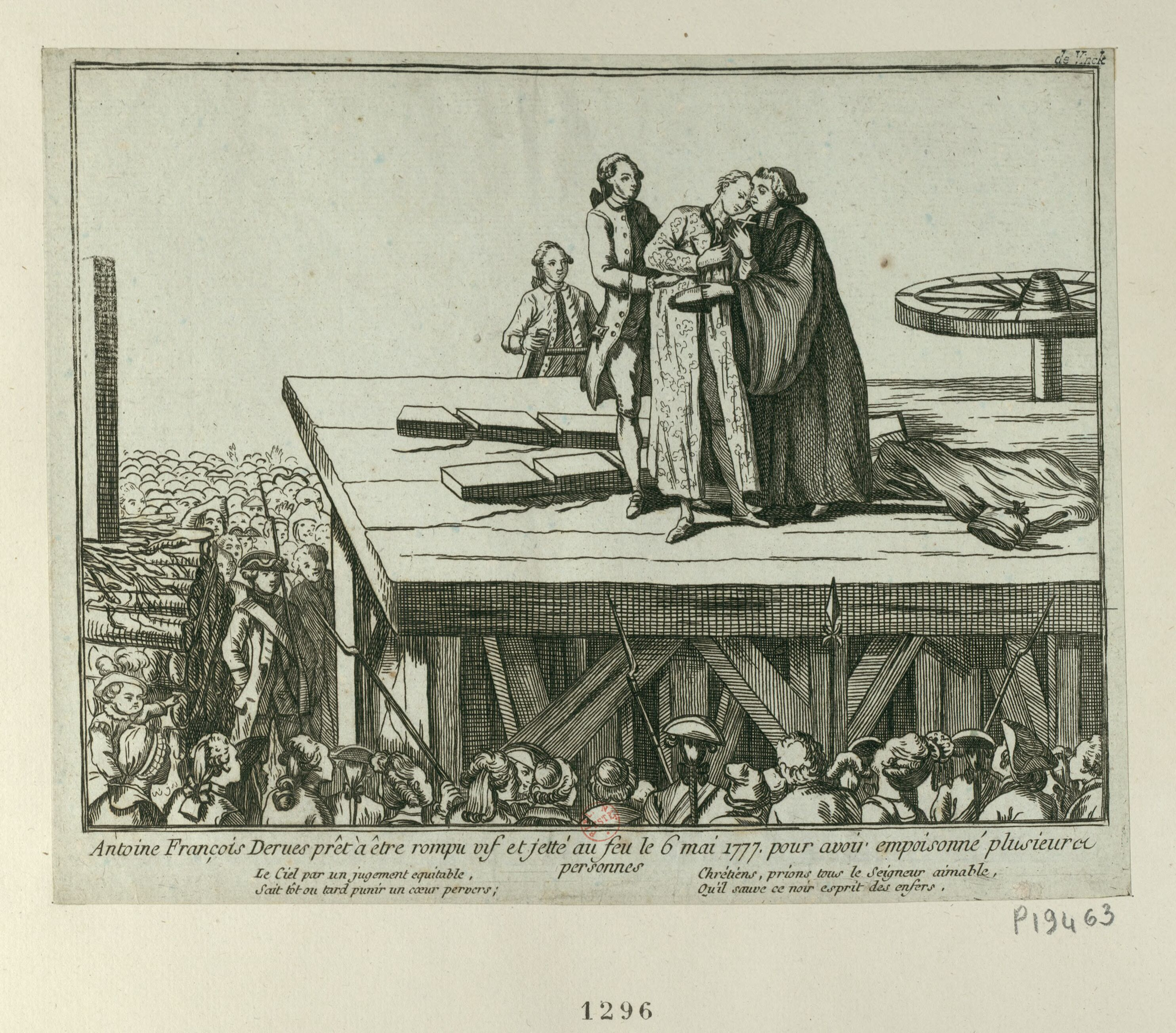
La croix de Saint-André avec ses entailles est bien visible au sol (supplice d'Antoine-François Desrues le 6 mai 1777).

Au nord et à l'est de l'Europe
En Europe de l'Est, le déroulement du supplice était identique, toutefois ce n'était pas une barre de fer qui était utilisée pour rompre les membres mais la roue elle-même.

Rupture des membres à l'aide d'une roue
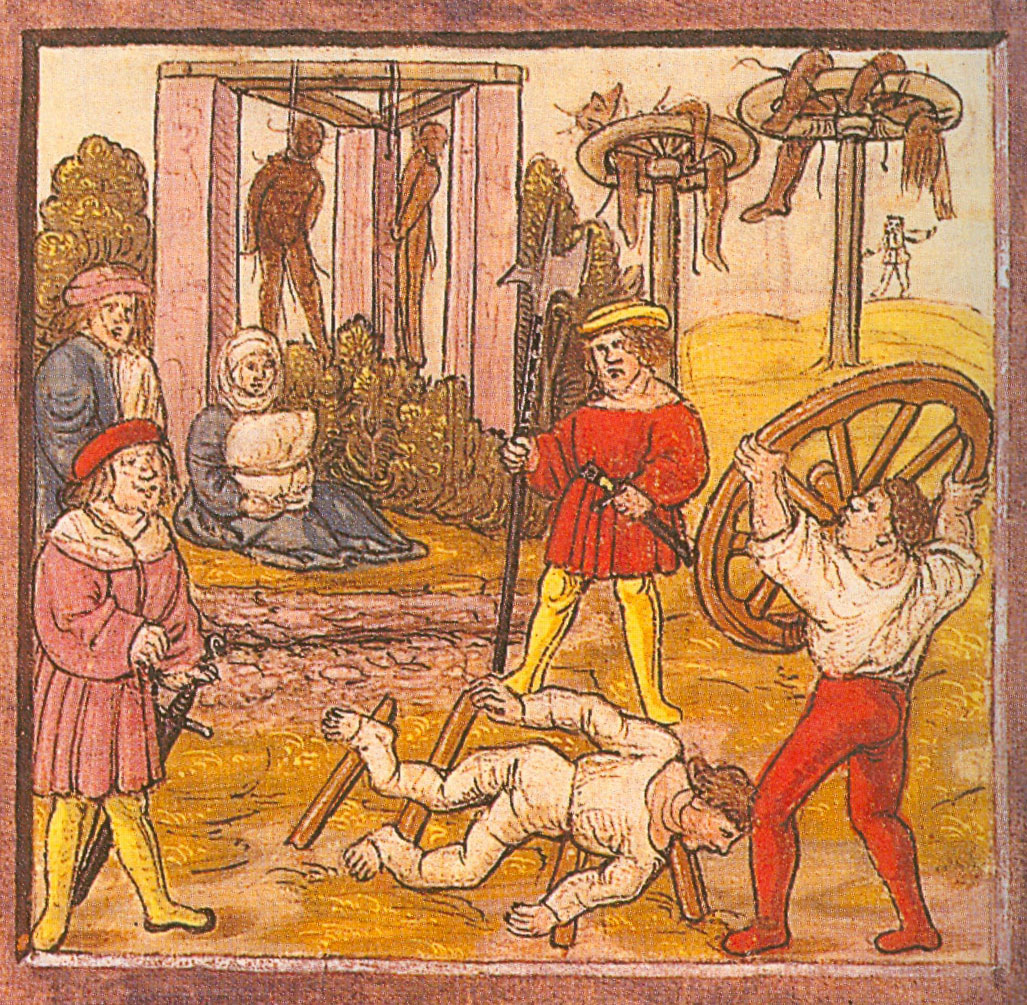
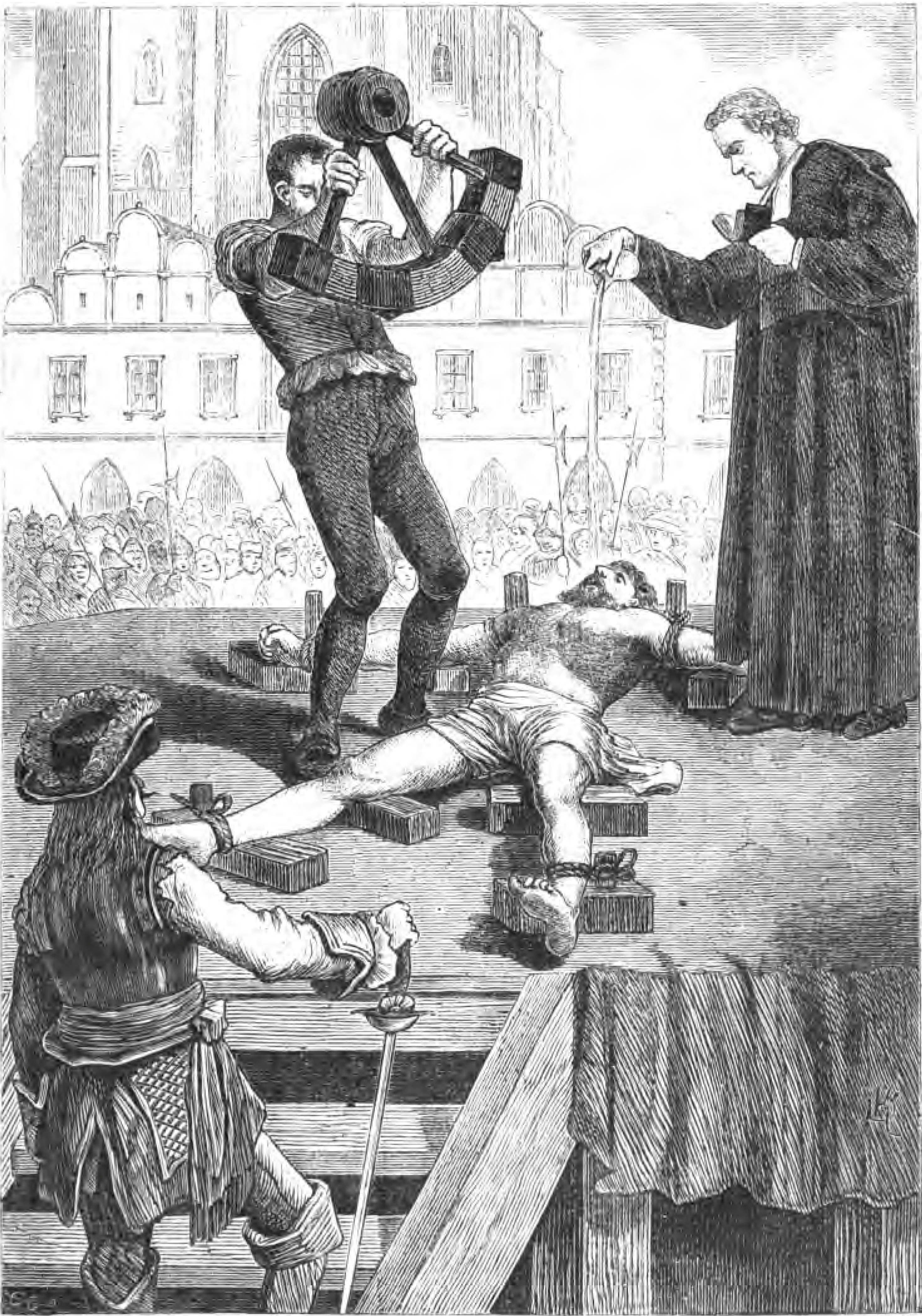
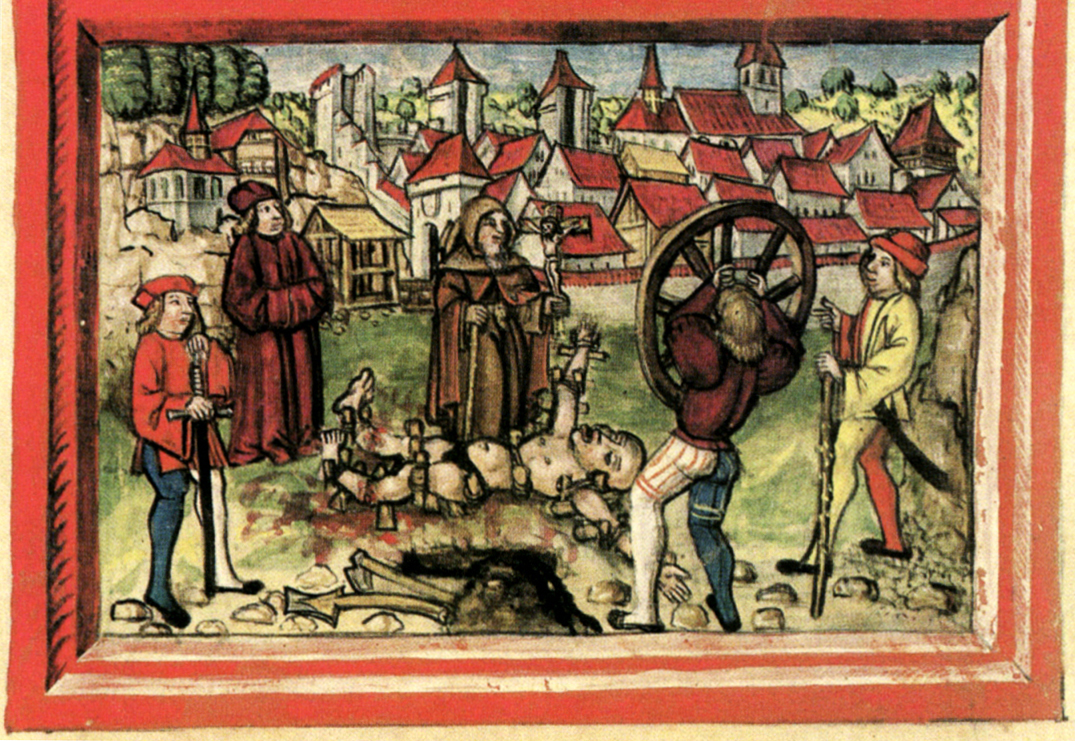
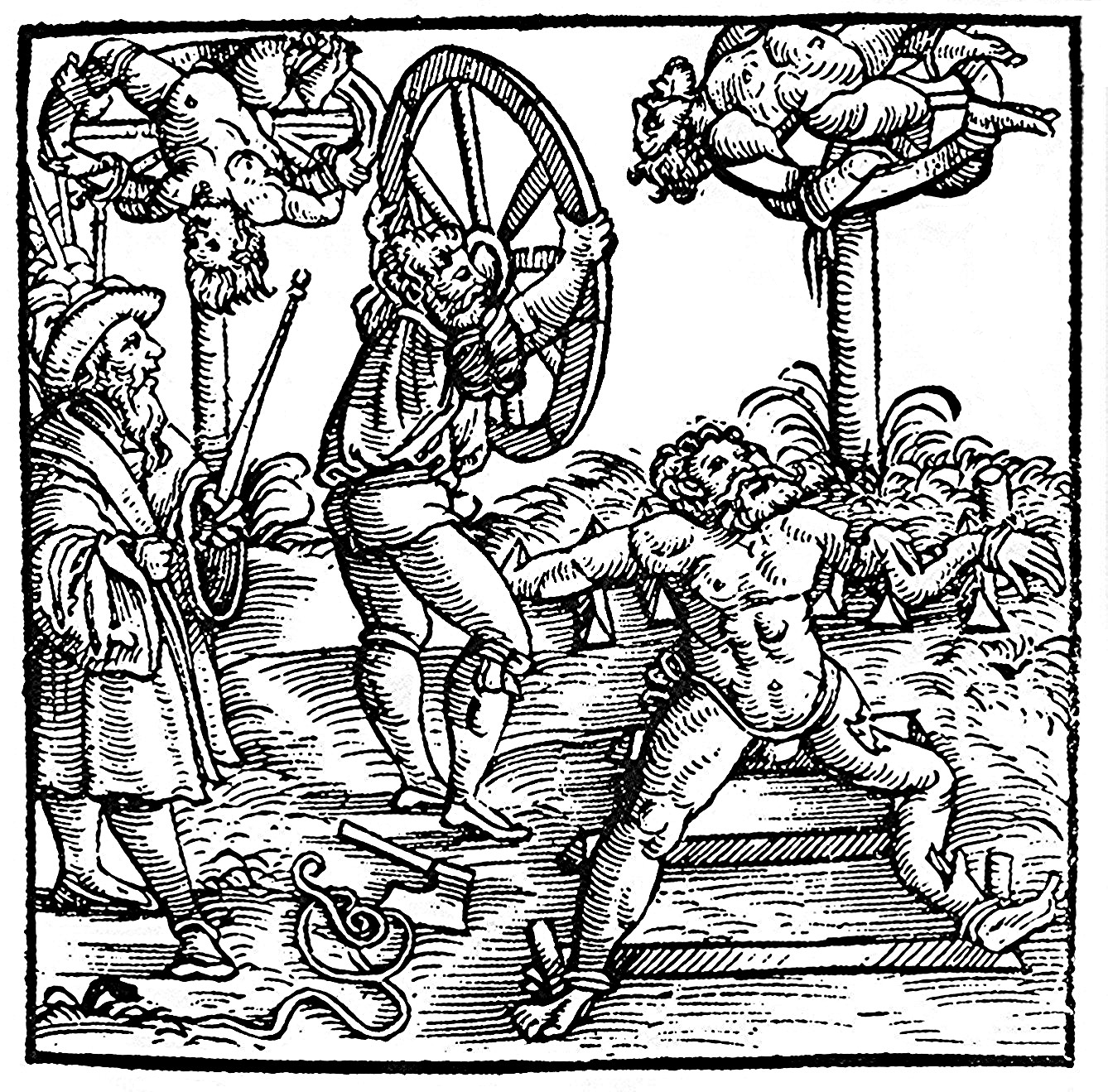
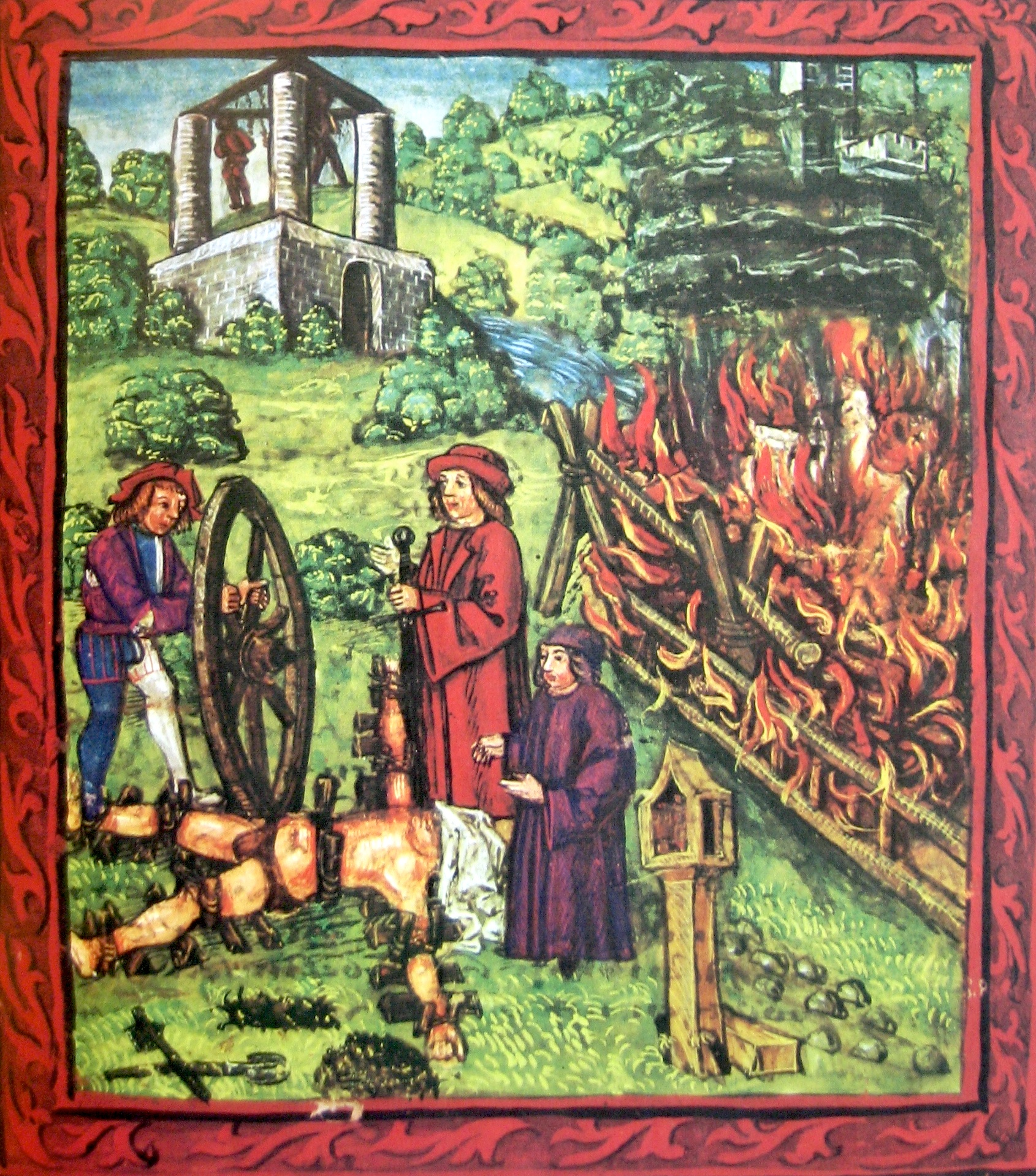

## Agonie et compassion

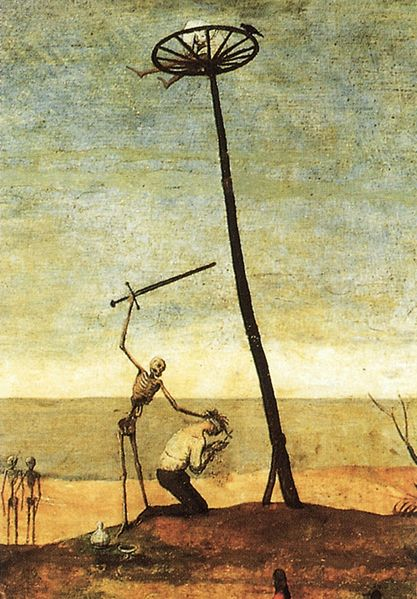
Détail du tableau de Pieter Brueghel l'Ancien Le Triomphe de la Mort (1562) sur lequel figure un roué.

Dans son livre Les Soirées de Saint-Pétersbourg publié en 1821, Joseph de Maistre fait une  description saisissante du rôle du bourreau :
« Un signal lugubre est donné ; un ministre abject de la justice vient frapper à sa porte et l'avertir qu'on a besoin de lui : il part ; il arrive sur une place publique couverte d'une foule pressée et palpitante. On lui jette un empoisonneur, un parricide, un sacrilège : il le saisit, il l'étend, il le lie sur une croix horizontale, il lève le bras : alors il se fait un silence horrible, et l'on n'entend plus que le cri des os qui éclatent sous la barre, et les hurlements de la victime. Il la détache ; il la porte sur une roue : les membres fracassés s'enlacent dans les rayons ; la tête pend ; les cheveux se hérissent, et la bouche, ouverte comme une fournaise, n'envoie plus par intervalle qu'un petit nombre de paroles sanglantes qui appellent la mort. ».
Selon la constitution des suppliciés, l'agonie sur la roue pouvait être interminable. Celle de l'innocent Jean Calas dura deux longues heures. L'avocat Edmond Jean François Barbier relate le calvaire subi à Paris, en décembre 1742, par un certain Desmoulins âgé de 17 ou 18 ans :
« Il a donc été rompu, mardi 18, à midi. C'était un garçon si robuste et si résolu, qu'il est resté vingt-deux heures vif sur la roue. On a relayé des confesseurs pendant la nuit, d'autant que la place, sur un échafaud, est un peu froide. Ledit sieur Desmoulins a bu plusieurs fois de l'eau et a beaucoup  souffert. Enfin, voyant qu'il ne voulait pas mourir et que le service était long, M. le lieutenant criminel a envoyé demander à Messieurs de la Tournelle la permission de le faire étrangler, ce qui a été fait ce matin, mercredi 19, à dix heures, sans quoi il y serait peut-être encore. »
Pierre Simon, le premier condamné à avoir été rompu vif en la ville de Rouen, en 1524, mit au moins trois jours et cinq heures à mourir : roué le 17 juin à cinq heures de l'après-midi, on l'entendait encore geindre le 20 à dix heures du soir.
Pour atténuer la rigueur de ce supplice, les juges en limitaient souvent les effets en ajoutant au bas de l'édit de condamnation un retentum : « Tous les arrêts qui condamnent les criminels à être rompus, disent toujours qu'ils seront rompus vifs : mais le plus souvent les juges mettent un retentum au bas, qui dit, ou qu'ils endureront un ou deux coups vifs, ou qu'ils seront étranglés au bout de plus ou moins d'heures. Quand on lit l'arrêt aux criminels, on ne leur lit jamais le retentum : il n'y a que le bourreau qui en ait eu communication. » À cet effet, un dispositif était prévu sous l'échafaud : une corde, passée au cou du patient, était reliée à un moulinet actionné, à l'aide de leviers, par deux hommes. Mandrin fut ainsi étranglé au bout de huit à dix minutes.
Cette mesure « charitable » n'allait pas sans critiques : le poète Tallemant Des Réaux relate qu'un certain Maître Claude, argentier de Madame de Rambouillet, se plaignait : « qu'il n'y avait plus de plaisir à voir rouer, parce que ces coquins de bourreaux étranglaient aussitôt le patient, et que si on faisait bien on les rouerait eux-mêmes. ».

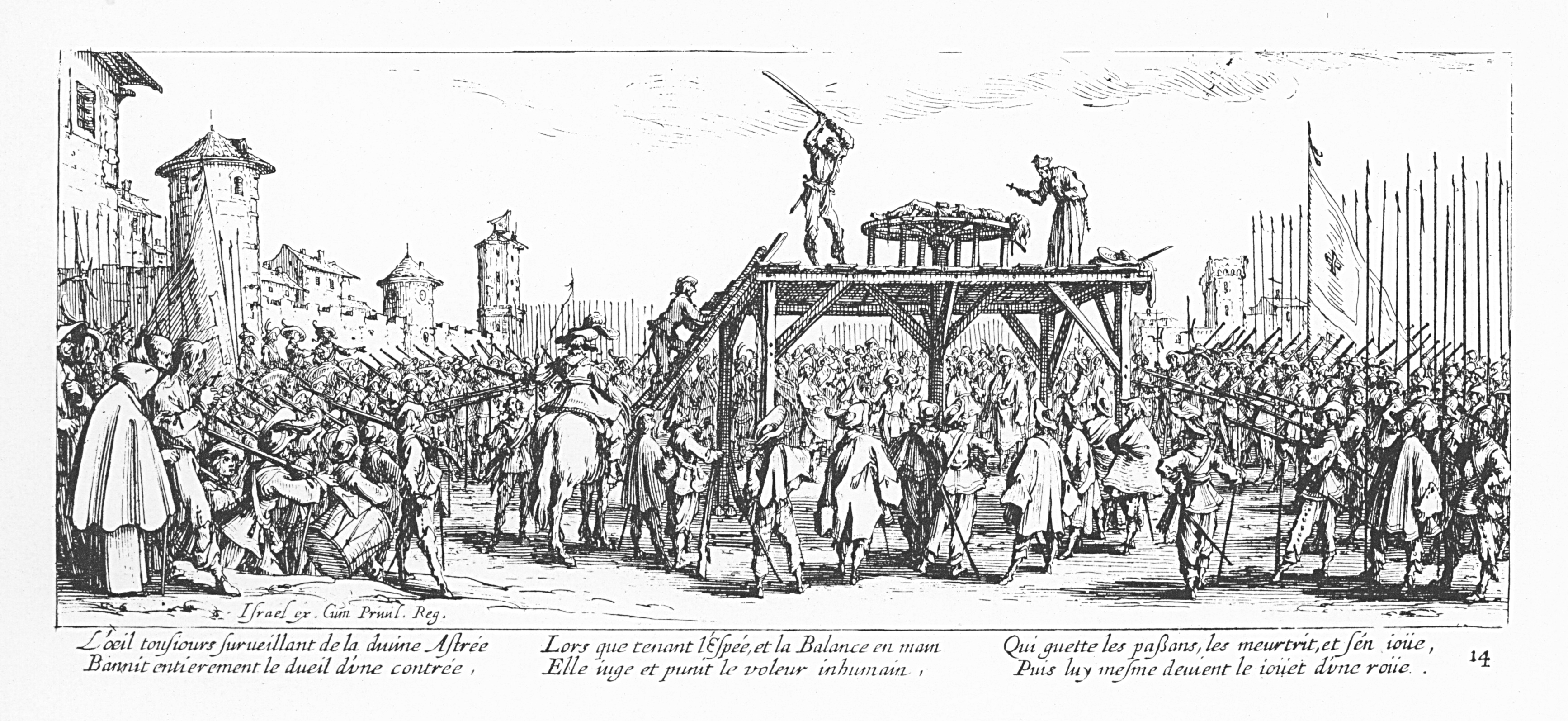
Les Grandes Misères de la guerre - 14 - La roue (1633) eau-forte de Jacques Callot

## Quelques roués célèbres
| Date       | Nom                                    | Lieu du supplice                  | Motif                                  | Retentum                   |
| ---------- | -------------------------------------- | --------------------------------- | -------------------------------------- | -------------------------- |
| 15/11/1226 | Frédéric d'Isenberg                    | Cologne (Allemagne)               | Meurtrier                              |                            |
| 17/06/1581 | Christman Genipperteinga               | ? (Allemagne)                     | Tueur en série                         |                            |
| 31/10/1589 | Peter Stumbb                           | Bedburg (Allemagne)               | Lycanthrope, tueur en série, cannibale |                            |
| 27/11/1602 | Guy Éder de La Fontenelle              | Paris (France)                    | Haute trahison                         |                            |
| 08/10/1643 | Jean Petit,                            | Villefranche-de-Rouergue (France) | Meneur d'une Jacquerie des croquants   |                            |
| 21/06/1669 | Claude Roux de Marcilly                | Paris (France)                    | Complot contre le roi de France        |                            |
| 29/10/1670 | Anthoine du Roure                      | Montpellier (France)              | Meneur de la révolte de Roure          |                            |
| 04/11/1698 | Claude Brousson                        | Montpellier (France)              | Rébellion                              | Étranglé préalablement     |
| 10/10/1707 | Johann Reinhold von Paktul             | Kazimierz Biskupi (Pologne)       | Haute trahison                         |                            |
| 10/10/1720 | Comte de Horn,.                        | Paris (France)                    | Assassinat                             | Peut-être étranglé         |
| 28/11/1721 | Cartouche                              | Paris (France)                    | Chef de bande                          |                            |
| 31/12/1754 | Hirtzel Lévy                           | Colmar (France)                   | Vol avec violence (innocent)           | 18 heures d'agonie         |
| 26/05/1755 | Louis Mandrin                          | Valence (France)                  | Contrebandier                          | Étranglé après 8 minutes   |
| 10/03/1762 | Jean Calas                             | Toulouse (France)                 | Infanticide (innocent)                 | Étranglé après deux heures |
| 20/07/1768 | Francesco Arcangeli                    | Trieste (Italie)                  | Meurtrier                              |                            |
| 06/09/1771 | Matthias Klostermayr                   | Dillingen (Allemagne)             | Bandit                                 |                            |
| 06/05/1777 | Antoine-François Desrues               | Paris (France)                    | Empoisonneur                           |                            |
| 25/10/1781 | Gaspard de Besse                       | Aix-en-Provence (France)          | Brigand                                |                            |
| 27/02/1791 | Vincent Ogé et Jean-Baptiste Chavannes | Cap-Français (Haïti)              | Révoltés                               |                            |

## Littérature
Le marquis de Sade imagine, dans son roman Histoire de Juliette, ou les Prospérités du vice, une double roue garnie de pointes d'acier destinées à déchirer progressivement ses victimes liées à l'intérieur, inspirée des roues des martyrs chrétiens de l'antiquité ,.